# .hn
.hn – domena internetowa przypisana od roku 1993 do Hondurasu i administrowana przez Red de Desarrollo Sostenible Honduras.

## Domeny drugiego poziomu
- net.hn
- org.hn
- edu.hn
- gob.hn
- com.hn